# Das Festival
Das Festival (Originaltitel: Fascination) ist die zehnte Folge der dritten Staffel der US-amerikanischen Science-Fiction-Fernsehserie Star Trek: Deep Space Nine. Sie wurde in den Vereinigten Staaten über Syndication vermarktet und erstmals am 28. November 1994 auf verschiedenen Fernsehsendern ausgestrahlt. In Deutschland war sie zum ersten Mal am 26. Februar 1996 in einer synchronisierten Fassung auf Sat.1 zu sehen.

## Handlung
Im Jahr 2371 wird auf der Raumstation Deep Space Nine das bajoranische Dankbarkeitsfest gefeiert. Zahlreiche Gäste kommen an Bord, darunter Vedek Bareil, der seine Freundin, die erste Offizierin Kira Nerys treffen will, und die betazoidische Botschafterin Lwaxana Troi, die Sicherheitschef Odo besuchen will. Sicherheitschef Miles O’Brien erwartet seine Frau Keiko und seine Tochter Molly, die sich für das Fest eine Pause von einer mehrmonatigen botanischen Expedition genommen haben. Für Keiko O’Brien war es allerdings ein sehr anstrengender Flug und statt sich auf das Fest zu freuen, gerät sie schnell in Streit mit ihrem Mann. Odo ist die Aufdringlichkeit von Troi etwas unangenehm. Sie zieht sich kurz in ihr Quartier zurück und verspricht, sich auf dem Fest wieder mit ihm zu treffen. Auf ihrem Weg verspürt sie kurz einen Kopfschmerz.
Jake Sisko, der Sohn von Stationskommandant Benjamin Sisko ist nicht in Feierlaune, denn seine Freundin Mardah ist fortgezogen und die Beziehung damit beendet. Sein Vater überredet ihn, auf das Fest zu gehen, um auf andere Gedanken zu kommen. Als er dort auf Kira trifft, glaubt Jake plötzlich, unsterblich in sie verliebt zu sein. Kira sind seine Liebesbekundungen recht unangenehm. Mit einiger Verwunderung stellt sie zudem fest, dass Bareil erstaunlich wenig Interesse an ihr zeigt, dafür umso mehr an Wissenschaftsoffizierin Jadzia Dax. Die reagiert auf seine Annäherungsversuche aber verärgert und zieht sich zurück. Der Streit der O’Briens verschärft sich, als Keiko erzählt, dass die Expedition wahrscheinlich verlängert wird und sie dadurch noch länger von ihrem Mann getrennt sein wird. Zudem entwickelt Miles eine starke Eifersucht auf einen Kollegen seiner Frau.
Benjamin Sisko führt mit seinem Sohn ein Gespräch über dessen Gefühle für Kira, danach macht er sich fertig, um selbst das Fest zu besuchen. Dabei trifft er auf Dax, die auf einmal mit ihm anzubandeln versucht. Sisko denkt zunächst an einen Scherz, doch da es so aussieht, als meine sie es ernst, geht er mit ihr auf die Krankenstation. Stationsarzt Julian Bashir kann nichts ungewöhnliches feststellen und glaubt ebenfalls, Dax habe sich einen Scherz erlaubt. Keiko O’Brien hat sich unterdessen in ihr Schlafzimmer zurückgezogen. Durch die geschlossene Tür entschuldigt sich ihr Mann für sein Verhalten und allgemein für die schwierige Situation, in die er sie gebracht hat. Um ihre Ehe nicht zu gefährden, bietet er sogar an, den Dienst zu quittieren und zur Erde zurückzukehren, wo Keiko bessere Arbeitsbedingungen hätte. Sie benötigt etwas Zeit zum Nachdenken.
Bashir trifft auf Kira, die ihm von ihrem Ärger mit Bareil und Jake Sisko berichtet. Er bringt dies mit dem Verhalten von Dax in Verbindung und glaubt, dass hier etwas seltsames vorgehen muss. Er will dies auf der Krankenstation genauer untersuchen und Kira begleitet ihn. Auf dem Weg dorthin fangen die beiden plötzlich an, sich zu küssen und können die Finger nicht mehr voneinander lassen. In der Offiziersmesse hat Benjamin Sisko unterdessen seine Führungsoffiziere und einige weitere Gäste versammelt. Da Bashir und Kira sich verspäten, muss Odo sie aus der Krankenstation abholen. O’Briens Stimmung hebt sich, als Keiko mit einem versöhnlichen Lächeln die Messe betritt – und in dem roten Kleid, das er so mag. Dax umschmeichelt immer noch Benjamin Sisko. Das macht Bareil wütend, der einen Faustkampf anzetteln will. Der Barbesitzer Quark, der die Gäste bedient, amüsiert sich darüber. Kurz darauf verspürt er ein unbändiges Verlangen nach Keiko O’Brien. Sisko glaubt zu wissen, wer für diese merkwürdigen Verhaltensänderungen verantwortlich ist: Lwaxana Troi.
Sie wird auf die Krankenstation gebracht, wo Bashir herausfindet, dass sie das Zanthi-Fieber hat, eine Krankheit, die Betazoiden im reiferen Alter befallen kann. Durch ihre telepathischen Fähigkeiten projizieren sie dann unabsichtlich ihre eigenen Gefühle (in Trois Fall ihre Zuneigung zu Odo) auf die Personen in ihrer unmittelbaren Umgebung. Daher entwickelten hier Leute auf einmal Gefühle, die zuvor lediglich latent und unterbewusst vorhanden waren. Bashir verabreicht Troi ein Gegenmittel und versichert, dass die Beeinflussung durch das Zanthi-Fieber bei den anderen Personen in ein bis zwei Tagen völlig verschwunden sein wird. Nach dem Ende des Fests verabschiedet sich Troi von Odo. Die O’Briens sind wieder versöhnt und Keiko kehrt mit Molly zu ihrer Expedition zurück.

## Verbindungen zu anderen Star-Trek-Produktionen
Die Handlung von Das Festival nimmt Bezug auf mehrere frühere Star-Trek-Produktionen:
- Das betazoidische Zanthi-Fieber hat sehr ähnliche Auswirkungen wie das vulkanische Bendi-Syndrom in Folge 3.23 (Botschafter Sarek) von Raumschiff Enterprise – Das nächste Jahrhundert aus dem Jahr 1990.
- Das bajoranische Dankbarkeitsfest war in Folge 1.11 (Die Nachfolge) von Star Trek: Deep Space Nine aus dem Jahr 1993 erstmals erwähnt worden.
- Lwaxana Troi nimmt in ihren Gesprächen mit Odo Bezug auf ihr erstes Zusammentreffen in Folge 1.17 (Persönlichkeiten) und auf die Entdeckung seiner Abstammung in der Doppelfolge 3.01/02 (Die Suche) von Star Trek: Deep Space Nine aus den Jahren 1993 und 1994.
- Keiko O’Brien kehrt von einer Expedition zurück, der sie sich in Folge 3.03 (Das Haus des Quark) von Star Trek: Deep Space Nine aus dem Jahr 1994 angeschlossen hatte.
- Jake Siskos Freundin Mardah war in mehreren früheren Folgen von Star Trek: Deep Space Nine erwähnt worden. In Folge 3.06 (Der Ausgesetzte) von 1994 hatte sie ihren einzigen Auftritt.

Einige Elemente aus dieser Folge wurden in späteren Star-Trek-Produktionen wieder aufgegriffen:
- Die hier erwähnte Berufung Bareils zum politischen Berater durch Kai Winn spielt in Folge 3.13 (Der Funke des Lebens) von Star Trek: Deep Space Nine aus dem Jahr 1995 eine wichtige Rolle.
- Odos Liebe zu Kira wird hier erstmals offen angesprochen.
- In Folge 4.05 (Empathische Irrtümer) der animierten Serie Star Trek: Lower Decks aus dem Jahr 2023 wird das Zanthi-Fieber erneut erwähnt.

## Produktion

### Drehbuch
Die Folge ist inspiriert von William Shakespeares Theaterstück Ein Sommernachtstraum und dessen Verfilmung aus dem Jahr 1935. Sie entstand aus dem Wunsch des Produktionsteams, vor der gewichtigen Doppelfolge Gefangen in der Vergangenheit noch eine heitere Geschichte zu erzählen.

### Darsteller
Zwischen Siddig El Fadil und Nana Visitor, den Darstellern von Bashir und Kira, entwickelte sich während der Produktionszeit von Star Trek: Deep Space Nine tatsächlich eine Liebesbeziehung. Sie haben einen gemeinsamen Sohn, der 1996 geboren wurde. 1997 heirateten sie, ließen sich 2001 aber wieder scheiden.

## Rezeption
Mit 6,3 von 10 möglichen Punkten (Stand 2019) ist Das Festival die in der Internet Movie Database am neuntschlechtesten bewertete Folge von Star Trek: Deep Space Nine.
Keith DeCandido bewertete Das Festival 2013 auf tor.com als eine eher schlechte Folge von Star Trek: Deep Space Nine. Er fand sie zwar gut inszeniert und gespielt, doch die eigentliche Geschichte sei furchtbar. Die Haupthandlung empfand DeCandido als schwach, da Lwaxana Troi hier nur als Mittel für ein paar Lacher vergeudet wird. Die Nebenhandlung um den Streit der O’Briens fand DeCandio zwar glaubwürdig, aber durch Miles O’Briens übertriebene Eifersucht stellenweise recht unangenehm.